# Bdelyrus braziliensis
Bdelyrus braziliensis là một loài bọ cánh cứng trong họ Bọ hung (Scarabaeidae).